# Pamela Gorkin
Pour les articles homonymes, voir Gorkin.
Pamela Gorkin est une mathématicienne américaine spécialisée dans l'analyse complexe et la théorie des opérateurs (en). Elle est professeure de mathématiques à l'université Bucknell.  

## Éducation et carrière
Gorkin a obtenu un bachelor et une maîtrise en statistiques de l'université d'État du Michigan en 1976. Elle est ensuite passée aux mathématiques pures pour ses études de doctorat, terminant son doctorat à l'université d'État du Michigan en 1982. La même année, elle a rejoint la faculté Bucknell. Sa thèse, intitulée Decompositions of the Maximal Ideal Space of L, a été dirigée par Sheldon Axler,. 
À Bucknell, elle a été professeure présidentielle de 2001 à 2004.  

## Publications
Avec Ulrich Daepp, Gorkin est l'auteure du manuel de premier cycle Reading, Writing and Proving: A Closer Look at Mathematics (Springer, 2003; 2nde éd., 2011).  
Avec Daepp, Andrew Shaffer et Karl Voss, elle est l'auteure de Finding Ellipses: What Blaschke Products, Poncelet's Theorem, and the Numerical Range Know About Each Other (Carus Mathematical Monographs, MAA Press, 2018). Le livre étudie un lien entre les produits de Blaschke (en), le théorème de fermeture de Poncelet et la gamme numérique (en) des matrices. Un produit de Blaschke est un certain type de mappage du disque unitaire dans le plan complexe sur lui-même, et ceux considérés dans la première partie du livre ont un ordre trois (ils mappent le cercle unitaire three-to-one sur lui-même, de sorte que chaque point du cercle unité a trois préimages). Ces triplets de préimages forment des triangles qui sont tous inscrits dans le cercle unitaire, et (il s'avère qu') ils circonscrivent tous une ellipse. Ainsi, ils forment un système infini de polygones inscrits et circonscrivant deux coniques, comme le décrit le théorème de Poncelet. L'ellipse est la limite de la plage numérique d'une certaine matrice dérivée du produit Blaschke, une région dans laquelle les valeurs propres de la matrice peuvent être trouvées, et dans ce cas, les valeurs propres sont aux foyers de l'ellipse. Le livre raconte « une histoire de découverte » décrivant ces connexions, étend des résultats similaires aux produits Blaschke d'ordre supérieur, et décrit un plan pour de nouvelles recherches dans ce domaine.

### Articles
- Ulrich Daepp, Paul Gauthier, Pamela Gorkin et Gerald Schmieder, « Alice in Switzerland: The Life and Mathematics of Alice Roth », Mathematics Intelligencer, vol. 27, no 1, 2005, p. 41-54.

## Prix et distinctions

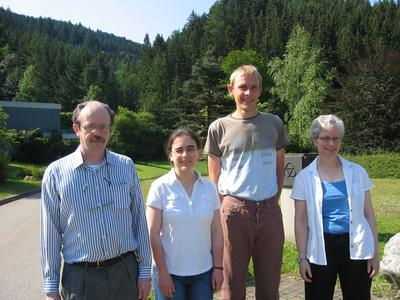
De gauche à droite: Raymond Mortini, Sophie Grivaux, Frederic Bayart et Pamela Gorkin, 2006 à l'Institut de recherches mathématiques d'Oberwolfach.

Gorkin est la conférencière Falconer AWM / MAA 2018. Sa conférence est intitulée "Finding Ellipses", le sujet d'un de ses livres. Elle est également lauréate du Bucknell's Lindback Award for Distinguished Teaching et du Crawford Distinguished Teaching Award de la Mathematical Association of America.  